# Fiona Paterson
Fiona Paterson (Dunedin, 9 de febrero de 1983) es una deportista neozelandesa que compitió en remo.
Ganó una medalla de bronce en el Campeonato Mundial de Remo de 2011, en la prueba de doble scull. Participó en los Juegos Olímpicos de Londres 2012, ocupando el quinto lugar en la misma prueba.

## Palmarés internacional
| Campeonato Mundial | Campeonato Mundial | Campeonato Mundial | Campeonato Mundial |
| Año                | Lugar              | Medalla            | Prueba             |
| ------------------ | ------------------ | ------------------ | ------------------ |
| 2011               | Bled (Eslovenia)   | Medalla de bronce  | Doble scull        |